# Otites dominula
Otites dominula är en tvåvingeart som först beskrevs av Friedrich Hermann Loew 1868.  Otites dominula ingår i släktet Otites och familjen fläckflugor.
Artens utbredningsområde är Spanien. Inga underarter finns listade i Catalogue of Life.